# Tryckhållfasthet
Tryckhållfasthet är egenskapen att kunna tåla vissa tryckkrafter.
- För balkar och stänger som belastas med tryck i riktning ände mot ände, se Eulers knäckningsfall.
- Material som trycks ihop, se Kompressibilitet.

- För slutna kärl och behållare som belastas med ett inre tryck av gas eller vätska, se Tryckkärl, Tryckbehållare.

Tryckhållfasthet är vad som identifierar hur mycket tryck ytan av ett föremål kan klara av.